# Résultats détaillés des championnats du monde d'athlétisme 1987
Résultats détaillés des Championnats du monde d'athlétisme 1987 de Rome.
| Courses: 100 m - 200 m - 400 m - 800 m - 1 500 m - 3 000 m - 5 000 m - 10 000 m - Marathon Obstacles: 100 m haies - 110 m haies - 400 m haies - 3 000 m steeple Marche: 10 km - 20 km - 50 km Sauts: Hauteur - Longueur - Triple saut - Perche Lancers: Javelot - Disque - Poids - Marteau Relais: 4 × 100 m - 4 × 400 m Epreuves combinées: Décathlon - Heptathlon Tableau des médailles - Légende - Liens externes |

## Résultats

### 100 m
| Rang | Pays             | Athlète              | Temps        |
| ---- | ---------------- | -------------------- | ------------ |
| 1    | États-Unis       | Carl Lewis           | 9 s 93 (RM)  |
| 2    | Jamaïque         | Raymond Stewart      | 10 s 08      |
| 3    | Royaume-Uni      | Linford Christie     | 10 s 14      |
| 4    | Hongrie          | Attila Kovács        | 10 s 20      |
| 5    | Union soviétique | Viktor Bryzgin       | 10 s 25      |
| 6    | États-Unis       | Lee McRae            | 10 s 34      |
| 7    | Italie           | Pierfrancesco Pavoni | 16 s 23      |
| 8    | Canada           | Ben Johnson          | DSQ (9 s 83) |

| Rang | Pays               | Athlète                  | Temps        |
| ---- | ------------------ | ------------------------ | ------------ |
| 1    | Allemagne de l'Est | Silke Gladisch-Möller    | 10 s 90 (RC) |
| 2    | Allemagne de l'Est | Heike Daute-Drechsler    | 11 s 00      |
| 3    | Jamaïque           | Merlene Ottey            | 11 s 04      |
| 4    | États-Unis         | Diane Williams           | 11 s 07      |
| 5    | Canada             | Angella Taylor-Issajenko | 11 s 09      |
| 6    | Bulgarie           | Anelia Nuneva            | 11 s 09      |
| 7    | Canada             | Angela Bailey            | 11 s 18      |
| 8    | États-Unis         | Pam Marshall             | 11 s 19      |

### 200 m
| Rang | Pays             | Athlète                 | Performance |
| ---- | ---------------- | ----------------------- | ----------- |
| 1    | États-Unis       | Calvin Smith            | 20 s 16     |
| 2    | France           | Gilles Quénéhervé       | 20 s 16     |
| 3    | Royaume-Uni      | John Regis              | 20 s 18     |
| 4    | Brésil           | Robson Caetano da Silva | 20 s 22     |
| 5    | Union soviétique | Vladimir Krylov         | 20 s 23     |
| 6    | États-Unis       | Floyd Heard             | 20 s 25     |
| 7    | Italie           | Pierfrancesco Pavoni    | 20 s 45     |
| 8    | Canada           | Atlee Mahorn            | 20 s 78     |

| Rang | Pays               | Athlète                  | Temps        |
| ---- | ------------------ | ------------------------ | ------------ |
| 1    | Allemagne de l'Est | Silke Gladisch-Möller    | 21 s 74 (RC) |
| 2    | États-Unis         | Florence Griffith Joyner | 21 s 96      |
| 3    | Jamaïque           | Merlene Ottey            | 22 s 06      |
| 4    | États-Unis         | Pam Marshall             | 22 s 18      |
| 5    | États-Unis         | Gwen Torrence            | 22 s 40      |
| 6    | Nigeria            | Mary Onyali              | 22 s 52      |
| 7    | Pologne            | Ewa Kasprzyk             | 22 s 52      |
| 8    | Bulgarie           | Nadejda Gueorguieva      | 22 s 55      |

### 400 m
| Rang | Pays               | Athlète           | Temps        |
| ---- | ------------------ | ----------------- | ------------ |
| 1    | Allemagne de l'Est | Thomas Schönlebe  | 44 s 33 (RE) |
| 2    | Nigeria            | Innocent Egbunike | 44 s 56      |
| 3    | États-Unis         | Harry Reynolds    | 44 s 80      |
| 4    | Cuba               | Roberto Hernández | 44 s 99      |
| 5    | Royaume-Uni        | Derek Redmond     | 45 s 06      |
| 6    | Kenya              | David Kitur       | 45 s 34      |
| 7    | Côte d'Ivoire      | Gabriel Tiacoh    | 46 s 27      |
| 8    | États-Unis         | Roddie Haley      | 46 s 77      |

| Rang | Pays               | Athlète                  | Performance |
| ---- | ------------------ | ------------------------ | ----------- |
| 1    | Union soviétique   | Olga Vladykina-Bryzgina  | 49 s 38     |
| 2    | Allemagne de l'Est | Petra Müller-Schersing   | 49 s 94     |
| 3    | Allemagne de l'Est | Kirsten Siemon-Emmelmann | 50 s 20     |
| 4    | Union soviétique   | Mariya Pinigina          | 50 s 53     |
| 5    | États-Unis         | Lillie Leatherwood       | 50 s 82     |
| 6    | Canada             | Jillian Richardson       | 51 s 03     |
| 7    | États-Unis         | Diane Dixon              | 51 s 13     |
| 8    | Union soviétique   | Olga Nazarova            | 51 s 20     |

### 800 m
| Rang | Pays        | Athlète           | Temps              |
| ---- | ----------- | ----------------- | ------------------ |
| 1    | Kenya       | Billy Konchellah  | 1 min 43 s 06 (CR) |
| 2    | Royaume-Uni | Peter Elliott     | 1 min 43 s 41      |
| 3    | Brésil      | José Luiz Barbosa | 1 min 43 s 76      |
| 4    | Pologne     | Ryszard Ostrowski | 1 min 44 s 59      |
| 5    | Maroc       | Faouzi Lahbi      | 1 min 44 s 83      |
| 6    | Kenya       | Stephen Ole Marai | 1 min 44 s 84      |
| 7    | Yougoslavie | Slobodan Popovic  | 1 min 45 s 07      |
| 8    | Royaume-Uni | Tom McKean        | 1 min 49 s 21      |

| Rang | Pays               | Athlète                     | Temps              |
| ---- | ------------------ | --------------------------- | ------------------ |
| 1    | Allemagne de l'Est | Sigrun Wodars               | 1 min 55 s 26 (NR) |
| 2    | Allemagne de l'Est | Christine Wachtel           | 1 min 55 s 32      |
| 3    | Union soviétique   | Lyubov Gurina               | 1 min 55 s 56      |
| 4    | Cuba               | Ana Fidelia Quirot          | 1 min 55 s 84 (AR) |
| 5    | Tchécoslovaquie    | Jarmila Kratochvílová       | 1 min 57 s 81      |
| 6    | Roumanie           | Mitica Junghiatu-Constantin | 1 min 59 s 66      |
| 7    | Union soviétique   | Nadezhda Olizarenko         | 2 min 00 s 28      |
| 8    | Yougoslavie        | Slobodanka Colovic          | 2 min 02 s 09      |

### 1 500 m
| Rang | Pays               | Athlète            | Temps         |
| ---- | ------------------ | ------------------ | ------------- |
| 1    | Somalie            | Abdi Bile          | 3 min 36 s 80 |
| 2    | Espagne            | José Luís Gonzalez | 3 min 38 s 03 |
| 3    | États-Unis         | Jim Spivey         | 3 min 38 s 82 |
| 4    | Kenya              | Joseph Chesire     | 3 min 39 s 36 |
| 5    | Soudan             | Omer Khalifa       | 3 min 39 s 81 |
| 6    | Allemagne de l'Est | Jens-Peter Herold  | 3 min 40 s 14 |
| 7    | Australie          | Mike Hillardt      | 3 min 40 s 23 |
| 8    | Royaume-Uni        | Steve Cram         | 3 min 41 s 19 |

| Rang | Pays               | Athlète                      | Performance        |
| ---- | ------------------ | ---------------------------- | ------------------ |
| 1    | Union soviétique   | Tatyana Samolenko-Dorovskikh | 3 min 58 s 56 (RC) |
| 2    | Allemagne de l'Est | Hildegard Körner             | 3 min 58 s 67      |
| 3    | Roumanie           | Doina Melinte                | 3 min 59 s 27      |
| 4    | Suisse             | Cornelia Bürki               | 3 min 59 s 90      |
| 5    | Allemagne de l'Est | Andrea Lange-Hahmann         | 4 min 00 s 63      |
| 6    | Royaume-Uni        | Kirsty Wade                  | 4 min 01 s 41      |
| 7    | États-Unis         | Diana Richburg               | 4 min 01 s 79      |
| 8    | Pays-Bas           | Elly Van Hulst               | 4 min 03 s 63      |

### 5 000 m/3 000 m
| Rang | Pays        | Athlète          | Temps          |
| ---- | ----------- | ---------------- | -------------- |
| 1    | Maroc       | Saïd Aouita      | 13 min 26 s 44 |
| 2    | Portugal    | Domingos Castro  | 13 min 27 s 59 |
| 3    | Royaume-Uni | Jack Buckner     | 13 min 27 s 74 |
| 4    | Suisse      | Pierre Délèze    | 13 min 28 s 06 |
| 5    | Belgique    | Vincent Rousseau | 13 min 28 s 56 |
| 6    | Bulgarie    | Evgeni Ignatov   | 13 min 29 s 68 |
| 7    | Royaume-Uni | Tim Hutchings    | 13 min 30 s 01 |
| 8    | Portugal    | Dionisio Castro  | 13 min 30 s 94 |

| Rang | Pays               | Athlète           | Performance   |
| ---- | ------------------ | ----------------- | ------------- |
| 1    | Union soviétique   | Tatyana Samolenko | 8 min 38 s 73 |
| 2    | Roumanie           | Maricica Puica    | 8 min 39 s 45 |
| 3    | Allemagne de l'Est | Ulrike Bruns      | 8 min 40 s 30 |
| 4    | Suisse             | Cornelia Bürki    | 8 min 40 s 31 |
| 5    | Union soviétique   | Yelena Romanova   | 8 min 41 s 33 |
| 6    | Pays-Bas           | Elly Van Hulst    | 8 min 42 s 56 |
| 7    | Royaume-Uni        | Yvonne Murray     | 8 min 43 s 94 |
| 8    | Royaume-Uni        | Wendy Smith-Sly   | 8 min 45 s 85 |

### 10 000 m
| Rang | Pays               | Athlète             | Temps               |
| ---- | ------------------ | ------------------- | ------------------- |
| 1    | Kenya              | Paul Kipkoech       | 27 min 38 s 63 (RC) |
| 2    | Italie             | Francesco Panetta   | 27 min 48 s 98      |
| 3    | Allemagne de l'Est | Hansjörg Kunze      | 27 min 50 s 37      |
| 4    | Mexique            | Arturo Barrios      | 27 min 59 s 66      |
| 5    | Royaume-Uni        | Steve Binns         | 28 min 03 s 08      |
| 6    | Tchécoslovaquie    | Martin Vrabel       | 28 min 05 s 59      |
| 7    | Grèce              | Spyros Andriopoulos | 28 min 07 s 17 (RN) |
| 8    | États-Unis         | Steve Plasencia     | 28 min 11 s 38      |

| Rang | Pays               | Athlète            | Performance    |
| ---- | ------------------ | ------------------ | -------------- |
| 1    | Norvège            | Ingrid Kristiansen | 31 min 05 s 85 |
| 2    | Union soviétique   | Yelena Zhupiyeva   | 31 min 09 s 40 |
| 3    | Allemagne de l'Est | Kathrin Ullrich    | 31 min 11 s 34 |
| 4    | Union soviétique   | Olga Bondarenko    | 31 min 18 s 38 |
| 5    | Royaume-Uni        | Liz Lynch-McColgan | 31 min 19 s 82 |
| 6    | États-Unis         | Lynn Jennings      | 31 min 45 s 43 |
| 7    | Portugal           | Albertina Machado  | 31 min 46 s 61 |
| 8    | Chine              | Wang Xiuting       | 31 min 48 s 88 |

### Marathon
| Rang | Pays             | Athlète           | Temps           |
| ---- | ---------------- | ----------------- | --------------- |
| 1    | Kenya            | Douglas Wakiihuri | 2 h 11 min 48 s |
| 2    | Djibouti         | Ahmed Salah       | 2 h 12 min 30 s |
| 3    | Italie           | Gelindo Bordin    | 2 h 12 min 40 s |
| 4    | Australie        | Steve Moneghetti  | 2 h 12 min 49 s |
| 5    | Royaume-Uni      | Hugh Jones        | 2 h 12 min 54 s |
| 6    | Tanzanie         | Juma Ikangaa      | 2 h 13 min 43 s |
| 7    | Italie           | Orlando Pizzolato | 2 h 14 min 03 s |
| 8    | Union soviétique | Ravil Kashapov    | 2 h 14 min 41 s |

| Rang | Pays             | Athlète                | Temps                |
| ---- | ---------------- | ---------------------- | -------------------- |
| 1    | Portugal         | Rosa Mota              | 2 h 25 min 17 s (RC) |
| 2    | Union soviétique | Zoya Ivanova           | 2 h 32 min 38 s      |
| 3    | France           | Jocelyne Villeton      | 2 h 32 min 53 s      |
| 4    | Norvège          | Bente Moe              | 2 h 33 min 21 s      |
| 5    | Union soviétique | Yelena Tsukhlo         | 2 h 33 min 55 s      |
| 6    | Union soviétique | Yekaterina Khramenkova | 2 h 34 min 23 s      |
| 7    | États-Unis       | Nancy Ditz             | 2 h 34 min 54 s      |
| 8    | Finlande         | Sinikka Keskitalo      | 2 h 35 min 16 s      |

### 20 km marche/10 km marche
| Rang | Pays             | Athlète           | Temps                |
| ---- | ---------------- | ----------------- | -------------------- |
| 1    | Italie           | Maurizio Damilano | 1 h 20 min 45 s (RC) |
| 2    | Tchécoslovaquie  | Jozef Pribilinec  | 1 h 21 min 07 s      |
| 3    | Espagne          | José Marín        | 1 h 21 min 24 s      |
| 4    | Union soviétique | Viktor Mostovik   | 1 h 21 min 53 s      |
| 5    | Italie           | Carlo Mattioli    | 1 h 22 min 53 s      |
| 6    | Tchécoslovaquie  | Roman Mrazek      | 1 h 23 min 01 s      |
| 7    | France           | Jean-Claude Corre | 1 h 23 min 38 s      |
| 8    | Colombie         | Querubín Moreno   | 1 h 23 min 42 s      |

| Rang | Pays             | Athlète           | Temps            |
| ---- | ---------------- | ----------------- | ---------------- |
| 1    | Union soviétique | Irina Strakhova   | 44 min 12 s (RC) |
| 2    | Australie        | Kerry Saxby-Junna | 44 min 23 s      |
| 3    | Chine            | Hong Yan          | 44 min 42 s      |
| 4    | Espagne          | Mari Cruz Diaz    | 44 min 48 s      |
| 5    | Union soviétique | Yelena Nikolayeva | 44 min 54 s      |
| 6    | Suède            | Monica Gunnarsson | 45 min 09 s      |
| 7    | Chine            | Bingjie Jin       | 45 min 24 s      |
| 8    | Canada           | Ann Peel          | 45 min 27 s      |

### 50 km marche
| Rang | Pays               | Athlète             | Temps                |
| ---- | ------------------ | ------------------- | -------------------- |
| 1    | Allemagne de l'Est | Hartwig Gauder      | 3 h 40 min 53 s (RC) |
| 2    | Allemagne de l'Est | Ronald Weigel       | 3 h 41 min 30 s      |
| 3    | Union soviétique   | Vyacheslav Ivanenko | 3 h 44 min 02 s      |
| 4    | Italie             | Raffaello Ducceschi | 3 h 47 min 49 s      |
| 5    | Mexique            | Martín Bermúdez     | 3 h 48 min 27 s      |
| 6    | Italie             | Sandro Bellucci     | 3 h 48 min 52 s      |
| 7    | Tchécoslovaquie    | Pavol Szikora       | 3 h 49 min 44 s      |
| 8    | Mexique            | Arturo Bravo        | 3 h 52 min 08 s      |

### 110 m haies/100 m haies
| Rang | Pays             | Athlète          | Temps   |
| ---- | ---------------- | ---------------- | ------- |
| 1    | États-Unis       | Greg Foster      | 13 s 21 |
| 2    | Royaume-Uni      | Jonathan Ridgeon | 13 s 29 |
| 3    | Royaume-Uni      | Colin Jackson    | 13 s 38 |
| 4    | États-Unis       | Jack Pierce      | 13 s 41 |
| 5    | Union soviétique | Igors Kazanovs   | 13 s 48 |
| 6    | Espagne          | Carlos Sala      | 13 s 55 |
| 7    | Canada           | Mark McKoy       | 13 s 71 |
| 8    | Finlande         | Arto Bryggare    | DNS     |

| Rang | Pays                 | Athlète                      | Temps        |
| ---- | -------------------- | ---------------------------- | ------------ |
| 1    | Bulgarie             | Ginka Zagorcheva             | 12 s 34 (RC) |
| 2    | Allemagne de l'Est   | Gloria Uibel-Siebert         | 12 s 44      |
| 3    | Allemagne de l'Est   | Cornelia Riefstahl-Oschkenat | 12 s 46      |
| 4    | Bulgarie             | Yordanka Donkova             | 12 s 49      |
| 5    | France               | Anne Piquereau               | 12 s 82      |
| 6    | France               | Laurence Elloy-Machabey      | 12 s 83      |
| 7    | Allemagne de l'Ouest | Claudia Zaczkiewicz          | 12 s 98      |
| 8    | États-Unis           | LaVonna Martin-Floreal       | 13 s 06      |

### 400 m haies
| Rang | Pays                 | Athlète       | Temps        |
| ---- | -------------------- | ------------- | ------------ |
| 1    | États-Unis           | Edwin Moses   | 47 s 46 (RC) |
| 2    | États-Unis           | Danny Harris  | 47 s 48      |
| 3    | Allemagne de l'Ouest | Harald Schmid | 47 s 48 (RE) |
| 4    | Suède                | Sven Nylander | 48 s 37      |
| 5    | Sénégal              | Amadou Dia Ba | 48 s 37      |
| 6    | Nigeria              | Henry Amike   | 48 s 63      |
| 7    | Royaume-Uni          | Kriss Akabusi | 48 s 74      |
| 8    | Espagne              | José Alonso   | 49 s 46      |

| Rang | Pays               | Athlète                    | Temps        |
| ---- | ------------------ | -------------------------- | ------------ |
| 1    | Allemagne de l'Est | Sabine Busch               | 53 s 62 (RC) |
| 2    | Australie          | Debbie Flintoff-King       | 54 s 19      |
| 3    | Allemagne de l'Est | Cornelia Feuerbach-Ullrich | 54 s 31      |
| 4    | Jamaïque           | Sandra Farmer-Patrick      | 54 s 38      |
| 5    | Finlande           | Tuija Helander-Kuusisto    | 54 s 62      |
| 6    | Union soviétique   | Ana Ambrazienė             | 55 s 68      |
| 7    | États-Unis         | Schowonda Williams         | 55 s 86      |
| 8    | États-Unis         | Judi Brown-King            | 56 s 10      |

### 3 000 m steeple
| Rang | Pays               | Athlète           | Temps              |
| ---- | ------------------ | ----------------- | ------------------ |
| 1    | Italie             | Francesco Panetta | 8 min 08 s 57 (RC) |
| 2    | Allemagne de l'Est | Hagen Melzer      | 8 min 10 s 32      |
| 3    | Belgique           | William Van Dijck | 8 min 12 s 18      |
| 4    | États-Unis         | Brian Diemer      | 8 min 14 s 46      |
| 5    | Canada             | Graeme Fell       | 8 min 16 s 46      |
| 6    | États-Unis         | Henry Marsh       | 8 min 17 s 78      |
| 7    | Kenya              | Peter Koech       | 8 min 20 s 08      |
| 8    | Kenya              | Patrick Sang      | 8 min 20 s 45      |

### 4 × 100 m relais
| Rang | Pays                 | Athlètes                                                             | Temps        |
| ---- | -------------------- | -------------------------------------------------------------------- | ------------ |
| 1    | États-Unis           | Lee McRae Lee McNeill Harvey Glance Carl Lewis                       | 37 s 90      |
| 2    | Union soviétique     | Aleksandr Yevgenyev Viktor Bryzgin Vladimir Muravyov Vladimir Krylov | 38 s 02 (RE) |
| 3    | Jamaïque             | John Mair Andrew Smith Clive Wright Raymond Stewart                  | 38 s 41      |
| 4    | Canada               | Ben Johnson Atlee Mahorn Desai Williams Mike Dwyer                   | 38 s 47      |
| 5    | Allemagne de l'Ouest | Fritz Heer Volker Westhagemann Christian Haas Norbert Dobeleit       | 38 s 73      |
| 6    | Hongrie              | István Nagy László Karaffa István Tatár Attila Kovács                | 39 s 04      |
| 7    | Italie               | Ezio Madonia Domenico Gorla Paolo Catalano Pierfrancesco Pavoni      | 39 s 62      |
| 8    | Chine                | Li Tao Cai Jianming Li Feng Zheng Chen                               | 39 s 93      |

| Rang | Pays                 | Athlètes                                                                                 | Temps        |
| ---- | -------------------- | ---------------------------------------------------------------------------------------- | ------------ |
| 1    | États-Unis           | Alice Brown Diane Williams Florence Griffith Joyner Pam Marshall                         | 41 s 58 (RC) |
| 2    | Allemagne de l'Est   | Silke Gladisch-Möller Cornelia Riefstahl-Oschkenat Kerstin Behrendt Marlies Oelsner-Göhr | 41 s 95      |
| 3    | Union soviétique     | Irina Slyusar Natalya Pomoshchnikova Natalya German Olga Antonova                        | 42 s 33      |
| 4    | Bulgarie             | Ginka Zagorcheva Anelia Nuneva Nadezhda Georgieva Valya Demireva                         | 42 s 71      |
| 5    | Allemagne de l'Ouest | Silke-Beate Knoll Ulrike Sarvari Andrea Thomas Ute Thimm                                 | 43 s 20      |
| 6    | Canada               | Angela Bailey Angela Phipps Angella Taylor-Issajenko Keturah Anderson                    | 43 s 26      |
| 7    | Cuba                 | Eusebia Riquelme Aliuska López Susana Armenteros Liliana Allen                           | 43 s 66      |
| 8    | France               | Françoise Leroux Marie-Christine Cazier Laurence Bily Muriel Leroy                       | 43 s 75      |

### 4 × 400 m relais
| Rang | Pays                 | Athlètes                                                             | Temps              |
| ---- | -------------------- | -------------------------------------------------------------------- | ------------------ |
| 1    | États-Unis           | Danny Everett Roddie Haley Antonio McKay Harry Reynolds              | 2 min 57 s 29 (RC) |
| 2    | Royaume-Uni          | Derek Redmond Kriss Akabusi Roger Black Philip Brown                 | 2 min 58 s 86 (RE) |
| 3    | Cuba                 | Leandro Peñalver Agustin Pavo Lazaro Martínez Roberto Hernández      | 2 min 59 s 16 (RN) |
| 4    | Allemagne de l'Ouest | Norbert Dobeleit Mark Henrich Edgar Itt Harald Schmid                | 2 min 59 s 96 (RN) |
| 5    | Kenya                | Joseph Sainah John Anzrah Elijah Bitok David Kitur                   | 3 min 01 s 67      |
| 6    | Jamaïque             | Mark Senior Devon Morris Winthrop Graham Bert Cameron                | 3 min 04 s 53      |
| 7    | Union soviétique     | Yevgeniy Lomtyev Vladimir Prosin Aleksandr Kurochkin Vladimir Krylov | DNF                |
| 8    | Nigeria              | Moses Ugbisie Joseph Falaye Henry Amike Innocent Egbunike            | DNS                |

| Rang | Pays                 | Athlètes                                                                            | Performance        |
| ---- | -------------------- | ----------------------------------------------------------------------------------- | ------------------ |
| 1    | Allemagne de l'Est   | Dagmar Rübsam-Neubauer Kirsten Siemon-Emmelmann Petra Müller-Schersing Sabine Busch | 3 min 18 s 63 (RC) |
| 2    | Union soviétique     | Aelita Yurchenko Olga Nazarova Mariya Pinigina Olga Bryzgina                        | 3 min 19 s 50      |
| 3    | États-Unis           | Diane Dixon Denean Howard-Hill Valerie Brisco-Hooks Lillie Leatherwood              | 3 min 21 s 04      |
| 4    | Canada               | Charmaine Crooks Molly Killingbeck Marita Payne Jillian Richardson                  | 3 min 24 s 00      |
| 5    | Allemagne de l'Ouest | Ute Thimm Helga Arendt Gudrun Abt Gisela Kinzel                                     | 3 min 24 s 94      |
| 6    | Jamaïque             | Cathy Rattray-Williams Sandra Farmer-Patrick Ilrey Oliver Sandie Richards           | 3 min 27 s 51      |
| 7    | France               | Nathalie Simon Nadine Debois Hélène Huart Fabienne Ficher                           | 3 min 27 s 60      |
| 8    | Bulgarie             | Tsvetanka Ilieva Rositsa Stamenova Pepa Pavlova Yuliana Marinova                    | 3 min 30 s 24      |

### Saut en hauteur
| Rang | Pays                 | Athlète            | Hauteur     |
| ---- | -------------------- | ------------------ | ----------- |
| 1    | Suède                | Patrik Sjöberg     | 2,38 m (RC) |
| 2    | Union soviétique     | Igor Paklin        | 2,38 m (RC) |
| 2    | Union soviétique     | Gennadiy Avdeyenko | 2,38 m (RC) |
| 4    | Allemagne de l'Ouest | Dietmar Mögenburg  | 2,35 m      |
| 5    | Bermudes             | Clarence Saunders  | 2,32 m      |
| 6    | Roumanie             | Sorin Matei        | 2,32 m      |
| 7    | Tchécoslovaquie      | Ján Zvara          | 2,32 m      |
| 8    | Allemagne de l'Ouest | Carlo Thränhardt   | 2,29 m      |

| Rang | Pays                 | Athlète                | Hauteur     |
| ---- | -------------------- | ---------------------- | ----------- |
| 1    | Bulgarie             | Stefka Kostadinova     | 2,09 m (RM) |
| 2    | Union soviétique     | Tamara Bykova          | 2,04 m      |
| 3    | Allemagne de l'Est   | Susanne Helm-Beyer     | 1,99 m      |
| 4    | Cuba                 | Silvia Costa           | 1,96 m      |
| 5    | Union soviétique     | Larisa Kositsyna       | 1,96 m      |
| 6    | Allemagne de l'Ouest | Heike Henkel           | 1,96 m      |
| 7    | Bulgarie             | Svetlana Isaeva-Leseva | 1,93 m      |
| 8    | États-Unis           | Louise Ritter          | 1,93 m      |

### Saut en longueur
| Rang | Pays               | Athlète              | Distance    |
| ---- | ------------------ | -------------------- | ----------- |
| 1    | États-Unis         | Carl Lewis           | 8,67 m (RC) |
| 2    | Union soviétique   | Robert Emmiyan       | 8,53 m      |
| 3    | États-Unis         | Larry Myricks        | 8,33 m      |
| 4    | Italie             | Giovanni Evangelisti | 8,19 m      |
| 5    | Allemagne de l'Est | Jens Hirschberg      | 8,16 m      |
| 6    | Cuba               | Jaime Jefferson      | 8,14 m      |
| 7    | Bulgarie           | Vladimir Amidzhinov  | 8,11 m      |
| 8    | États-Unis         | Mike Conley          | 8,10 m      |

| Rang | Pays               | Athlète               | Distance    |
| ---- | ------------------ | --------------------- | ----------- |
| 1    | États-Unis         | Jackie Joyner-Kersee  | 7,36 m (RC) |
| 2    | Union soviétique   | Yelena Belevskaya     | 7,14 m      |
| 3    | Allemagne de l'Est | Heike Daute-Drechsler | 7,13 m      |
| 4    | Allemagne de l'Est | Helga Radtke          | 7,01 m      |
| 5    | Union soviétique   | Galina Chistyakova    | 6,99 m      |
| 6    | Union soviétique   | Irina Valyukevich     | 6.89 m      |
| 7    | États-Unis         | Jennifer Inniss       | 6,80 m      |
| 8    | Australie          | Nicole Boegman        | 6,63 m      |

- La troisième place a été un moment attribuée à tort à Giovanni Evangelisti.

### Saut à la perche
| Rang | Pays             | Athlète          | Hauteur     |
| ---- | ---------------- | ---------------- | ----------- |
| 1    | Union soviétique | Sergueï Bubka    | 5,85 m (RC) |
| 2    | France           | Thierry Vigneron | 5,80 m      |
| 3    | Union soviétique | Rodion Gataullin | 5,80 m      |
| 4    | Pologne          | Marian Kolasa    | 5,80 m      |
| 5    | États-Unis       | Earl Bell        | 5,70 m      |
| 5    | Bulgarie         | Nikolay Nikolov  | 5,70 m      |
| 7    | Bulgarie         | Delko Lesev      | 5,60 m      |
| 8    | Bulgarie         | Atanas Tarev     | 5,60 m      |

### Triple saut
| Rang | Pays                 | Athlète             | Distance     |
| ---- | -------------------- | ------------------- | ------------ |
| 1    | Bulgarie             | Khristo Markov      | 17,92 m (RC) |
| 2    | États-Unis           | Mike Conley         | 17,67 m      |
| 3    | Union soviétique     | Oleg Sakirkin       | 17,43 m      |
| 4    | Union soviétique     | Aleksandr Kovalenko | 17,38 m      |
| 5    | Pologne              | Jacek Pastusinski   | 17,35 m      |
| 6    | Nigeria              | Joseph Taiwo        | 17,29 m      |
| 7    | Allemagne de l'Ouest | Peter Bouschen      | 17,26 m      |
| 8    | Union soviétique     | Oleg Protsenko      | 17,23 m      |

### Lancer du javelot
| Rang | Pays             | Athlète            | Distance     |
| ---- | ---------------- | ------------------ | ------------ |
| 1    | Finlande         | Seppo Räty         | 83,54 m (RC) |
| 2    | Union soviétique | Viktor Yevsyukov   | 82,52 m      |
| 3    | Tchécoslovaquie  | Jan Železný        | 82,20 m      |
| 4    | États-Unis       | Tom Petranoff      | 81,28 m      |
| 5    | Union soviétique | Lev Shatilo        | 81,02 m      |
| 6    | Japon            | Kazuhiro Mizoguchi | 80,24 m      |
| 7    | Royaume-Uni      | Mick Hill          | 79,66 m      |
| 8    | Suède            | Dag Wennlund       | 78,40 m      |

| Rang | Pays                 | Athlète                          | Distance     |
| ---- | -------------------- | -------------------------------- | ------------ |
| 1    | Royaume-Uni          | Fatima Whitbread                 | 76,64 m (RC) |
| 2    | Allemagne de l'Est   | Petra Felke-Meier                | 71,76 m      |
| 3    | Allemagne de l'Ouest | Beate Peters                     | 68,82 m      |
| 4    | Royaume-Uni          | Tessa Sanderson                  | 67,54 m      |
| 5    | Allemagne de l'Est   | Susanne Jung                     | 67,46 m      |
| 6    | Finlande             | Tiina Lillak                     | 66,82 m      |
| 7    | Union soviétique     | Natalya Kolenchukova-Yermolovich | 65,52 m      |
| 8    | Cuba                 | Ivonne Leal                      | 64,90 m      |

### Lancer du disque
| Rang | Pays                 | Athlète             | Distance     |
| ---- | -------------------- | ------------------- | ------------ |
| 1    | Allemagne de l'Est   | Jürgen Schult       | 68,74 m (RC) |
| 2    | États-Unis           | John Powell         | 66,22 m      |
| 3    | Cuba                 | Luis Delís          | 66,02 m      |
| 4    | Allemagne de l'Ouest | Rolf Danneberg      | 65,96 m      |
| 5    | Union soviétique     | Volodymyr Zinchenko | 65,60 m      |
| 6    | Union soviétique     | Romas Ubartas       | 65,50 m      |
| 7    | Tchécoslovaquie      | Imrich Bugár        | 65,32 m      |
| 8    | Union soviétique     | Vaclavas Kidykas    | 63,64 m      |

| Rang | Pays               | Athlète             | Distance     |
| ---- | ------------------ | ------------------- | ------------ |
| 1    | Allemagne de l'Est | Martina Hellmann    | 71,62 m (RC) |
| 2    | Allemagne de l'Est | Diana Sachse-Gansky | 70,12 m      |
| 3    | Bulgarie           | Tsvetanka Khristova | 68,82 m      |
| 4    | Allemagne de l'Est | Ilke Wyludda        | 68,20 m      |
| 5    | Bulgarie           | Svetla Mitkova      | 66,58 m      |
| 6    | Tchécoslovaquie    | Zdenka Šilhavá      | 64,82 m      |
| 7    | Union soviétique   | Larisa Mikhalchenko | 64,72 m      |
| 8    | Roumanie           | Mariana Lengyel     | 62,30 m      |

### Lancer du poids
| Rang | Pays               | Athlète           | Distance     |
| ---- | ------------------ | ----------------- | ------------ |
| 1    | Suisse             | Werner Günthör    | 22,23 m (RC) |
| 2    | Italie             | Alessandro Andrei | 21,88 m      |
| 3    | États-Unis         | John Brenner      | 21,75 m      |
| 4    | Tchécoslovaquie    | Remigius Machura  | 21,39 m      |
| 5    | Allemagne de l'Est | Ulf Timmermann    | 21,35 m      |
| 6    | Allemagne de l'Est | Udo Beyer         | 21,13 m      |
| 7    | Autriche           | Klaus Bodenmüller | 20,41 m      |
| 8    | Union soviétique   | Sergey Gavryushin | 20,15 m      |

| Rang | Pays                 | Athlète            | Distance     |
| ---- | -------------------- | ------------------ | ------------ |
| 1    | Union soviétique     | Natalya Lisovskaya | 21,24 m (RC) |
| 2    | Allemagne de l'Est   | Kathrin Neimke     | 21,21 m      |
| 3    | Allemagne de l'Est   | Ines Müller        | 20,76 m      |
| 4    | Allemagne de l'Ouest | Claudia Losch      | 20,73 m      |
| 5    | Union soviétique     | Natalya Akhrimenko | 20,68 m      |
| 6    | Allemagne de l'Est   | Heike Hartwig      | 20,63 m      |
| 7    | Chine                | Li Meisu           | 20,43 m      |
| 8    | Tchécoslovaquie      | Helena Fibingerová | 20,29 m      |

### Lancer du marteau
| Rang | Pays                 | Athlète          | Distance     |
| ---- | -------------------- | ---------------- | ------------ |
| 1    | Union soviétique     | Sergey Litvinov  | 83,06 m (RC) |
| 2    | Union soviétique     | Juri Tamm        | 80,84 m      |
| 3    | Allemagne de l'Est   | Ralf Haber       | 80,76 m      |
| 4    | Allemagne de l'Ouest | Christoph Sahner | 80,58 m      |
| 5    | Union soviétique     | Igor Nikulin     | 80,18 m      |
| 6    | Allemagne de l'Ouest | Heinz Weis       | 80,18 m      |
| 7    | Hongrie              | Tibor Gécsek     | 77,56 m      |
| 8    | Bulgarie             | Plamen Minev     | 77,06 m      |

### Décathlon/Heptathlon
| Rang | Pays                 | Athlète            | Points    |
| ---- | -------------------- | ------------------ | --------- |
| 1    | Allemagne de l'Est   | Torsten Voss       | 8 680 pts |
| 2    | Allemagne de l'Ouest | Siegfried Wentz    | 8 461 pts |
| 3    | Union soviétique     | Pavel Tarnavetskiy | 8 375 pts |
| 4    | France               | Christian Plaziat  | 8 307 pts |
| 5    | Allemagne de l'Est   | Christian Schenk   | 8 304 pts |
| 6    | Nouvelle-Zélande     | Simon Poelman      | 8 296 pts |
| 7    | France               | Alain Blondel      | 8 178 pts |
| 8    | Union soviétique     | Aleksandr Nevskiy  | 8 174 pts |

| Rang | Pays               | Athlète                      | Points          |
| ---- | ------------------ | ---------------------------- | --------------- |
| 1    | États-Unis         | Jackie Joyner-Kersee         | 7 128 pts (RC)  |
| 2    | Union soviétique   | Larisa Nikitina-Turchinskaya | 6 564 pts       |
| 3    | États-Unis         | Jane Frederick               | 6 502 pts       |
| 4    | Allemagne de l'Est | Anke Vater-Behmer            | 6 460 pts       |
| 5    | Roumanie           | Liliana Nastase              | 6 325 pts       |
| 6    | Allemagne de l'Est | Marion Reichelt              | 6 296 pts       |
| 7    | Union soviétique   | Marianna Maslennikova        | 6 228 pts       |
| 8    | Chine              | Yuqing Zhu                   | 6 211 pts (RAs) |

## Légende
- WR : Record du monde
- CR : Record des championnats
- AR : Record continental
- NR : Record national
- ER : Record d'Europe